# Перетейко, Вячеслав Дмитриевич
Вячесла́в Дми́триевич Перете́йко (19 января 1981) — узбекистанский дзюдоист средней весовой категории, выступал за сборную Узбекистана преимущественно в первой половине 2000-х годов. Участник летних Олимпийских игр в Афинах, обладатель бронзовой медали Азиатских игр, серебряный и бронзовый призёр чемпионатов Азии, победитель многих турниров национального и международного значения.

## Биография
Вячеслав Перетейко родился 19 января 1981 года. Впервые заявил о себе в сезоне 2000 года, в среднем весе выступил на юниорском чемпионате мира в Набеуле и дошёл здесь до стадии 1/16 финала, где потерпел поражение от россиянина Муслима Гаджимагомедова. Год спустя занял седьмое место на международном турнире класса «А» в Минске и поучаствовал в зачёте чемпионата мира в Мюнхене, проиграв в 1/16 финала корейцу Юн Тон Сику.
Первого серьёзного успеха на взрослом международном уровне добился в 2002 году, когда попал в основной состав узбекской национальной сборной и побывал на Азиатских играх в корейском Пусане, откуда привёз награду бронзового достоинства, выигранную в средней весовой категории. Кроме того, в этом сезоне стал седьмым на этапе Кубка мира в Риме. В следующем сезоне занял седьмое место на Суперкубке мира в Париже, завоевал бронзовую медаль на чемпионат Азии в Чеджу и выступил на чемпионате мира в японской Осаке, где дошёл до 1/8 финала.
В 2004 году Перетейко добавил в послужной список серебряную медаль, полученную на азиатском первенстве в Алма-Ате, взял здесь верх над всеми своими соперниками в среднем весовом дивизионе кроме корейца Пак Сон У. Также стал седьмым на Суперкубке мира в Москве и пятым на международном турнире класса «А» в Минске. Благодаря череде удачных выступлений удостоился права защищать честь страны на летних Олимпийских играх 2004 года в Афинах, однако в первом же поединке потерпел поражение от грека Дионисиоса Илиадиса и сразу лишился всяких шансов на попадание в число призёров.
После афинской Олимпиады Вячеслав Перетейко ещё в течение некоторого времени оставался в основном составе дзюдоистской команды Узбекистана и продолжал принимать участие в крупнейших международных регатах. Так, в 2005 году в среднем весе он одержал победу на открытом турнире в Нью-Йорке. Последний раз показал сколько-нибудь значимые результаты на международной арене в сезоне 2006 года, когда выступал в полутяжёлой весовой категории на этапах Суперкубка мира в Париже и Гамбурге. Вскоре по окончании этих соревнований принял решение завершить карьеру профессионального спортсмена.